# Supergrupo Rio das Velhas
O Supergrupo Rio das Velhas é fonte de vários estudos devido aos depósitos auríferos que se encontram neste. Estes depósitos estão diretamente relacionados às grandes zonas de cisalhamento que facilitaram a ascensão do ouro em superfície. É notório citar as minas de Morro Velho, Cuiabá e São Bento como uma das principais do estado de Minas Gerais. Ademais, é possível identificar outras regiões de greenstone belts como fonte de estudos e exploração aurífera no estado de Goiás, como a mineração Serra Grande, na cidade de Crixás e na Bahia, com a Mineração Fazenda Brasileiro no município de Barrocas. Geralmente, o ouro descrito anteriormente destas regiões é encontrado bem próximo aos BIF’s (rocha sedimentar ou metassedimentar apresentando carbonatos, óxidos ou silicatos de ferro) de idade arqueana, que são hospedeiros do minério juntamente com filitos.

## Localização
A unidade estratigráfica em questão se localiza distribuída na região do Quadrilátero Ferrífero, porção centro-sul do estado de Minas Gerais, próximo à capital Belo Horizonte. O Quadrilátero apresenta importância aurífera e mineral, em geral, de classe mundial. No âmbito do minério de ferro, por exemplo, a região ocupa 60% de toda a produção brasileira. A área total abrange aproximadamente 7 mil quilômetros quadrados e engloba os municípios de Caeté, Itabira, Itaúna, Mariana, Ouro Preto, Sabará, Santa Bárbara, dentre outros diversos.

## Litoestratigrafia
O Supergrupo Rio das Velhas é constituído por rochas metassedimentares e metavulcânicas que caracterizam um cinturão de rochas verdes, ou também chamado de greenstone belts. O Supergrupo se divide em dois grupos, Grupo Nova Lima na porção inferior e Grupo Maquiné na porção superior. A divisão entre esses grupos é marcada por uma discordância angular entre as unidades.
O Grupo Nova Lima possuí rochas vulcano-sedimentares, como komatiítos, basaltos toleíticos, rochas vulcânicas félsicas e vulcanoclásticas. Dentre as rochas metasedimentares do grupo, temos xistos cloríticos a grafitosos, filitos, metagrauvacas e quartzitos.
Pode-se dividir o grupo Nova Lima em 3 unidades, contudo, as rochas compreendidas por cada unidade vão depender da interpretação de cada autor. Segundo Ladeira (1980), temos uma unidade metavulcânica, uma unidade metassedimentar química e uma última unidade composta por rochas metassedimentares clásticas.
O Grupo Maquiné pode ser subdividido em duas formações: formação palmital, composta por filitos, filitos quartzosos e quartzitos sericíticos, e Formação Casa forte, constituída por quartzitos sericíticos, quartzitos cloríticos e metaconglomerados. No caso deste grupo, temos a Formação Palmital como sendo a mais basal, enquanto no topo temos a Formação Casa Forte.

## Geologia Local
Segundo Carneiro (1992), o fator que elegeu a ocorrência de mineralizações de ouro no Supergrupo Rio das Velhas foi o metamorfismo regional (gradacional e crescente) para leste chegando a atingir fáceis anfibolito. Já na outra parte, atinge fáceis xisto verde (depósitos de ouro são confinados inicialmente em locais que sofreram metamorfismo em tal face), a partir de Condie (1981).
No âmbito estrutural, segundo Araújo (2001), merecem ênfase duas zonas de cisalhamento da região do Quadrilátero Ferrífero que são de extrema importância para a compreensão das ocorrências auríferas na região: a zona de cisalhamento de Tapera e a zona de cisalhamento São Vicente. As principais ocorrências de ouro do Quadrilátero seguem a direção estrutural NW-SE destas estruturas citadas anteriormente, principalmente as ocorrências das cidades de Mariana e Nova Lima.
A partir de Alkmin e Marshak (1998), a evolução destas zonas de cisalhamento está diretamente interligada ao tectônico transporte que as unidades rochosas sofreram no sentido SE-NW por meio de cavalgamentos e falhas de empurrão. Além disso, tais zonas de cisalhamento possuem como resultado nas rochas traços estruturais e indicadores cinemáticos, que nos permite identificar o regime e toda atividade tectônica que as rochas sofreram e qual foi a intensidade.